# 三民路 (台中市區)

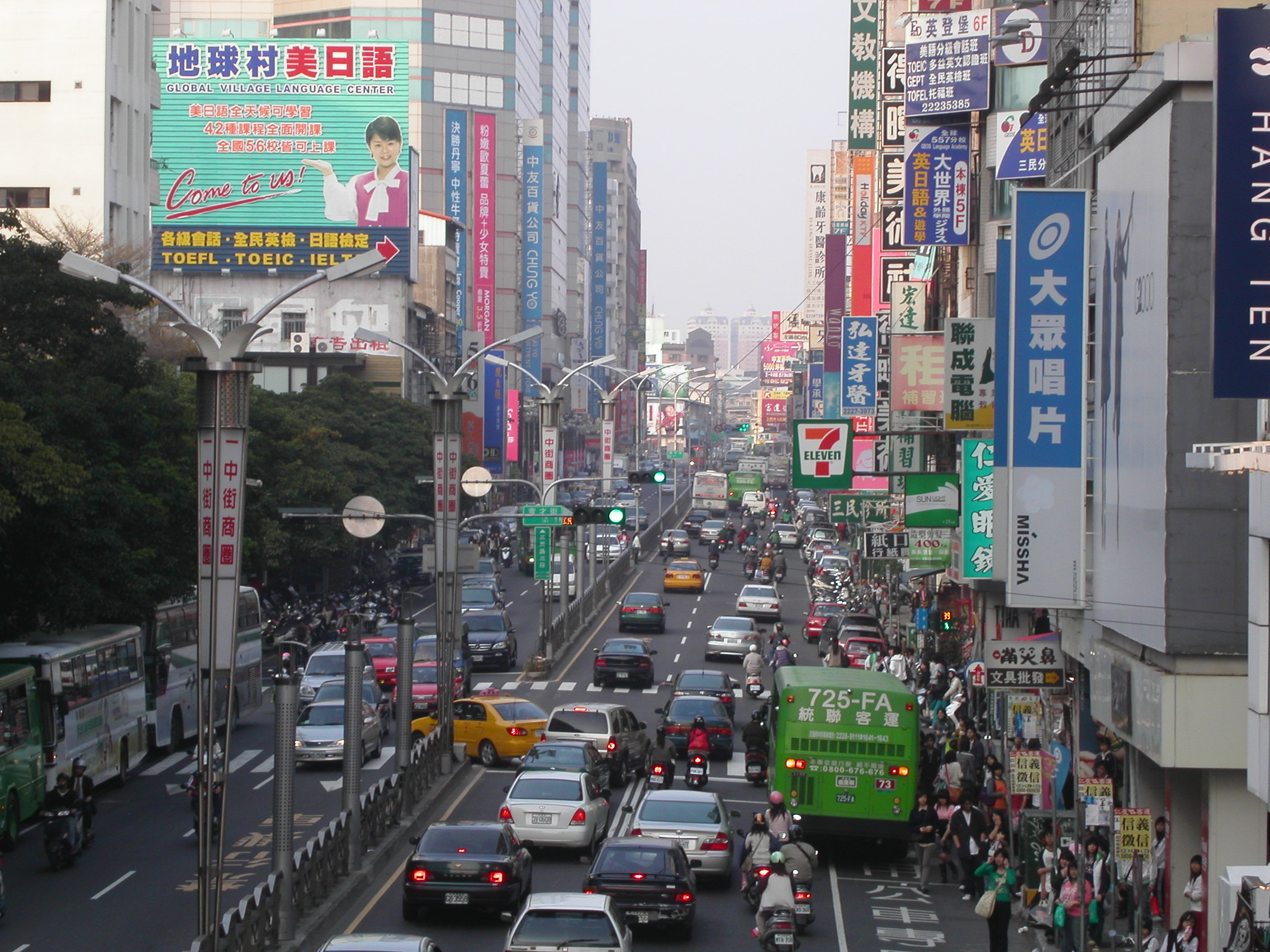
三民路三段，由於其行經中友百貨（道路左側）及一中商圈（道路右側），往來人車眾多。

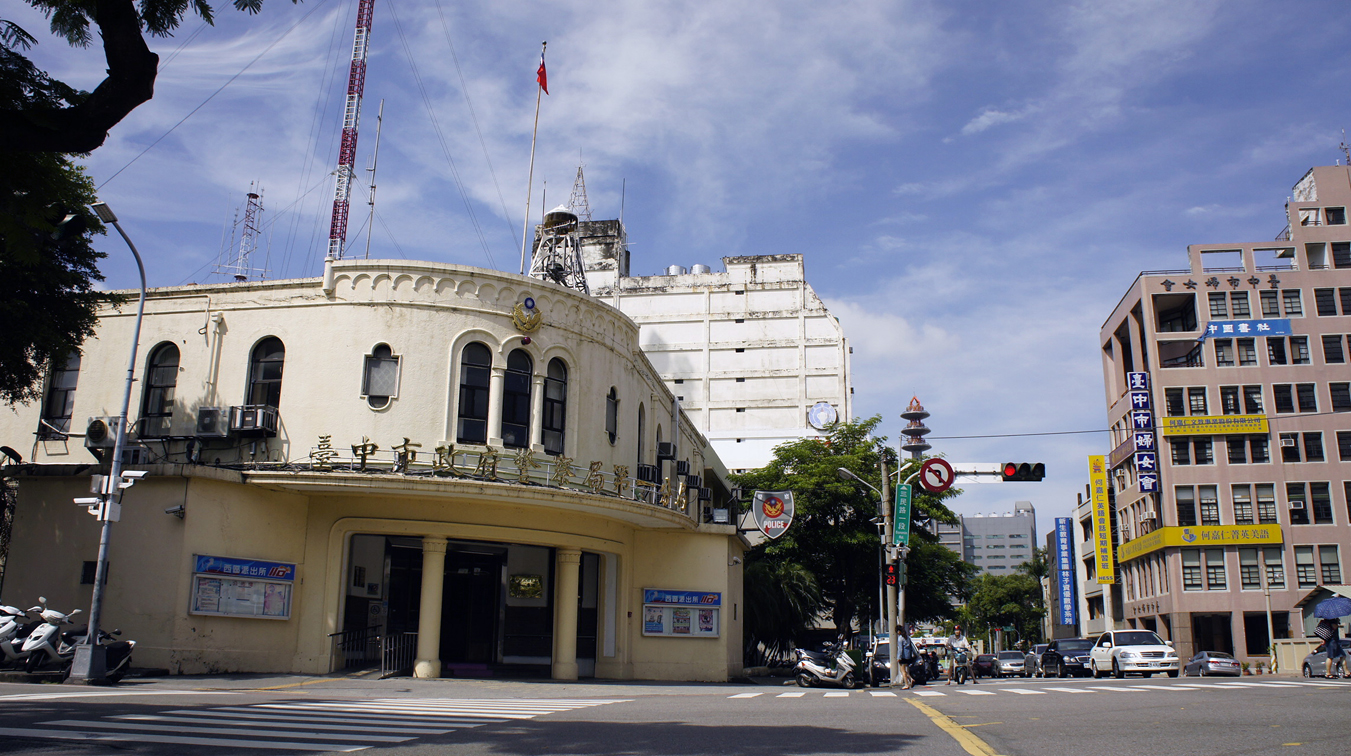
位於三民路一段的第一分局

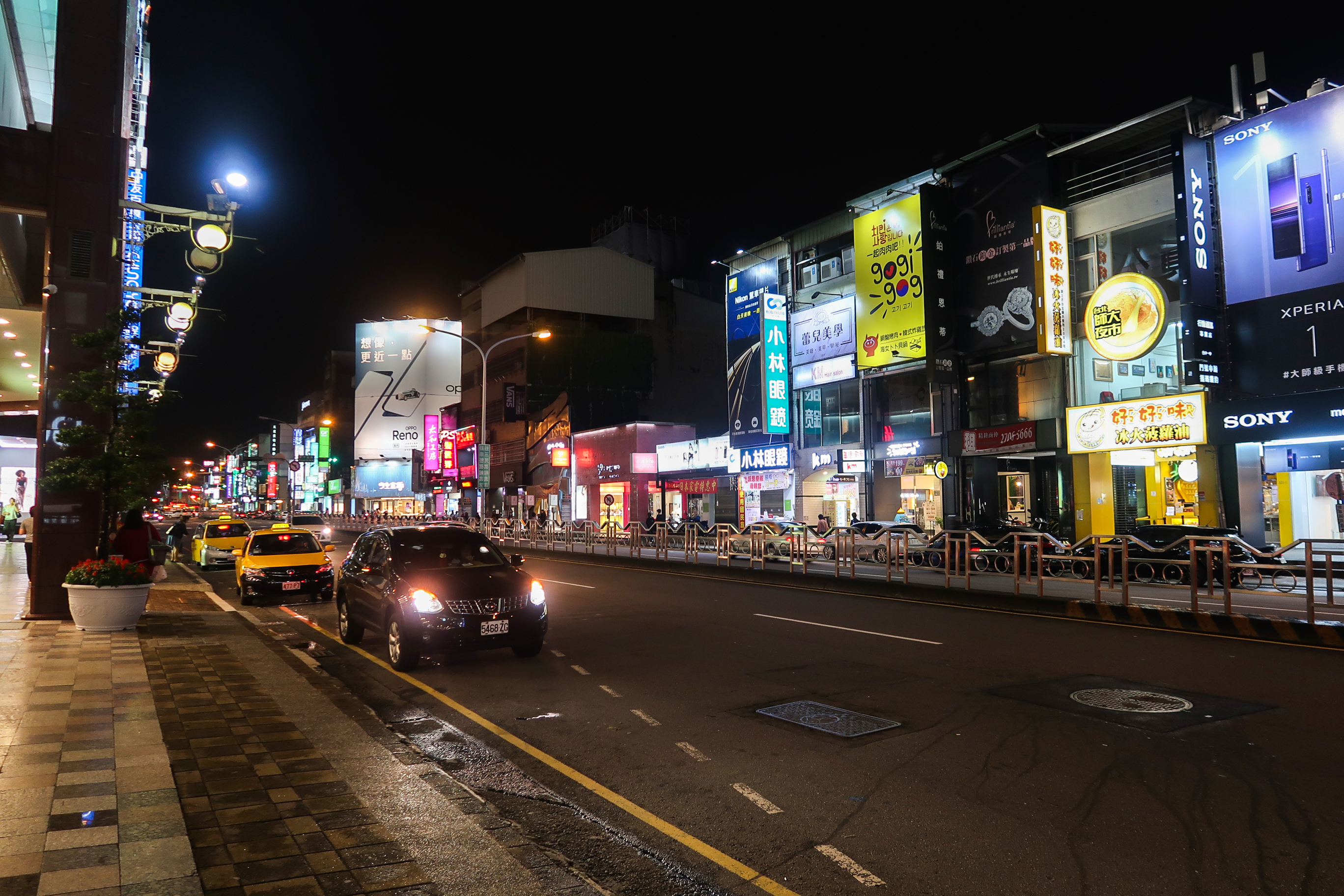
三民路三段，鄰近中友百貨

三民路及三民西路為臺灣臺中市的重要道路之一，大致呈弧形（東北－西南）。
三民路共分為三段，為南北向道路，北抵北屯路、雙十路及健行路之三叉路口，南抵復興路口接高院路。因三民路是省道的重要連絡道路，在西區與南屯區交界有多路口出現，三民路、三民西路、南屯路、自由路，無論北上或南下及往南投十分便利，附近為回頭車的集散地。其中二段是著名的婚紗街，週邊衍生相關產業，如喜餅店及攝影器材店。三段則是臺中市熱鬧的商圈，並有多路公車行經，又包含了一中商圈及中友百貨商圈，這兩個商圈帶動了北區商業的發展，不過也經常使三民路每逢假日必車滿為患。
三民西路於文心路－東興路為二段，為東西向道路，於自由路口接三民路。

## 行經行政區域

### 三民西路
(由東至西)
- 西區
- 南區
- 南屯區

### 三民路
(由西南至東北）
- 南區
- 西區
- 中區
- 北區

## 車道配置

### 三民路
- 北屯路─精武路：雙向四車道，並設置中央安全島
- 精武路─公園路：南向三車道；北向二車道，並設置中央安全島
- 公園路─三民西路：雙向四車道，取消中央安全島的設置
- 三民西路─五權路：南向二車道；北向單車道及慢車道
- 五權路─建國北路：南向單車道；北向二車道
- 建國北路─復興路：雙向二車道

### 三民西路
- 三民路─永順路：雙向四車道，並設置中央安全島

## 本路段客運

### 台中市公車
- 本表更新時間為2024年7月18日。

| 編號    | 業者                       | 路線                                                     | 行駛區間 | 備註                                                           |
| 5       | 全航客運                   | 臺中火車站－僑光科技大學                                 | 臺灣大道一段－三民路二段、三段－五權路（往僑光科技大學方向） 五權路－三民路三段、二段－民權路（往臺中火車站方向）         | -                                                              |
| 6       | 台中客運                   | 干城站—忠義里                                            | 臺灣大道一段－三民路二段、三段－五權路（往忠義方向） 五權路－三民路三段、二段－民權路（往干城站方向）                     | -                                                              |
| 8       | 台中客運                   | 台中刑務所演武場－逢甲大學                               | 公園路－三民路三段－北屯路（往逢甲大學方向） 北屯路－三民路三段、二段－中山路（往道禾六藝文化館方向）                     | -                                                              |
| 12      | 台中客運 全航客運 豐原客運 | 明德高中-豐原高中                                        | 精武路－三民路三段－崇德路一段                                                                                            | -                                                              |
| 14      | 台中客運                   | 干城站－舊庄                                               | 公園路－三民路三段－北屯路（往舊庄方向） 北屯路－三民路三段、二段－民權路（往干城站方向）                                   | 部分班次延駛至南清宮                                           |
| 14副    | 台中客運                   | 干城站－神岡區公所                                       | 公園路－三民路三段－北屯路（往神岡區公所方向） 北屯路－三民路三段、二段－民權路（往干城站方向）                           | -                                                              |
| 15      | 台中客運                   | 台中刑務所演武場－國軍臺中總醫院                         | 公園路－三民路三段－北屯路（往國軍臺中總醫院方向） 北屯路－三民路三段、二段－中山路（往道禾六藝文化館方向）               | -                                                              |
| 21      | 中鹿客運                   | 台中刑務所演武場—貴城山莊                                | 精武路－三民路三段－北屯路                                                                                                | 部分班次延駛至民德橋或中興嶺                                   |
| 25      | 中台灣客運                 | 忠信國小－僑光科技大學                                   | 精武路－三民路三段－五權路                                                                                                | -                                                              |
| 26      | 台中客運                   | 新民高中－嶺東科技大學                                   | 起站（新民高中）－三民路三段－南屯路一段                                                                                  | -                                                              |
| 29      | 台中客運                   | 臺中監獄－仁友東站－臺中監獄                             | 公園路－三民路三段－五權路                                                                                                | 本路線為單循環路線，第一廣場端無發車時刻                       |
| 35      | 台中客運                   | 僑光科技大學－南區區公所                                 | 精武路－三民路三段－五權路                                                                                                | -                                                              |
| 41      | 台中客運                   | 公共資訊圖書館－修平科技大學                             | 精武路－三民路三、二段－民權路（往公共資訊圖書館方向）                                                                    | -                                                              |
| 50      | 統聯客運                   | 文英兒童公園－921地震教育園區                            | 錦南街－三民路三段－興進路                                                                                                | -                                                              |
| 55      | 豐原客運                   | 地方法院－豐原                                           | 精武路－三民路二段、三段－北屯路                                                                                          | -                                                              |
| 58      | 全航客運                   | 大慶活動中心－潭子勝利運動公園                           | 精武路－三民路三段－崇德路                                                                                                | 直行崇德路 不行經大富路、大豐路                                |
| 58副    | 全航客運                   | 大慶活動中心－潭子勝利運動公園                           | 精武路－三民路三段－崇德路                                                                                                | 行經大富路、大豐路 不行經崇德路四段                            |
| 58區1   | 全航客運                   | 北屯區行政大樓→大慶活動中心                              | 崇德路－三民路三段－精武路                                                                                                | -                                                              |
| 58區2   | 全航客運                   | 明德高中（明德街）→潭子勝利運動公園                      | 精武路－三民路三段－崇德路                                                                                                | -                                                              |
| 59      | 統聯客運                   | 舊社公園－舊正                                           | 北屯路－三民路三段－錦南街                                                                                                | -                                                              |
| 61      | 統聯客運                   | 太平－臺中火車站－大雅                                   | 精武路－三民路三段－五權路                                                                                                | -                                                              |
| 70      | 台中客運                   | 嶺東科技大學－綠川東站－嶺東科技大學                     | 臺灣大道一段－三民路三段－五權路（往嶺東科技大學） 五權路－三民路三段、二段－中山路（往綠川東站）                         | 本路線為單循環路線，第一廣場端無發車時刻                       |
| 73      | 統聯客運                   | 統聯轉運站－莒光新城                                     | 精武路－三民路三段－興進路（往莒光新城） 錦南街－三民路三段－精武路（往統聯轉運站）                                       | -                                                              |
| 82      | 台中客運                   | 水湳－高鐵臺中站                                         | 北屯路－三民路三段、二段－中山路（往高鐵臺中站） 臺灣大道一段－三民路二段、三段－北屯路（往水湳）                         | -                                                              |
| 99      | 中鹿客運                   | 精武車站—仁友停車場                                      | - |                                                                |
| 99延    | 中鹿客運                   | 精武車站－台中區監理所                                   | 錦南街－三民路三段、二段、一段－南屯路一段（往動物之家南屯園區） 南屯路一段－三民路一段、二段、三段－興進路（往莒光新城） | -                                                              |
| 100     | 台中客運                   | 201新民高中－亞洲大學安藤館 901豐原(北環停車場)—明德高中 | 北屯路－三民路三段、二段－中山路（往亞洲大學安藤館） 臺灣大道一段－三民路二段、三段－北屯路（往豐原）                     | 行經豐原區豐東路                                               |
| 105     | 中鹿客運                   | 四張犁－龍井                                             | 公園路－三民路三段－北屯路                                                                                                | -                                                              |
| 105延   | 中鹿客運                   | 四張犁－龍津高中                                         | 公園路－三民路三段－北屯路                                                                                                | -                                                              |
| 105副   | 中鹿客運                   | 大道國中→四張犁                                          | 公園路－三民路三段－北屯路                                                                                                | -                                                              |
| 105區2  | 中鹿客運                   | 臺中高工→四張犁                                          | 公園路－三民路三段－北屯路                                                                                                | -                                                              |
| 108     | 台中客運                   | 草屯（第一銀行）－港尾                                   | 五權路－三民路三段、二段－民權路（往草屯） 臺灣大道一段－三民路二段、三段－五權路（往港尾）                               | -                                                              |
| 132     | 台中客運                   | 北屯區行政大樓－朝陽科技大學                             | 北屯路－三民路三段、二段－民權路（往朝陽科技大學） 公園路－三民路三段－北屯路（往北屯區行政大樓）                         | -                                                              |
| 142     | 台中客運                   | 豐年社區－第一廣場－豐年社區                             | 精武路－三民路三段、二段－民權路（往綠川東站）                                                                            | 本路線為單循環路線，第一廣場端無發車時刻                       |
| 158     | 全航客運                   | 高鐵臺中站—朝陽科技大學                                  | 建國北路二段－三民路一段、二段－公園路                                                                                    | -                                                              |
| 163     | 台中客運                   | 國軍英雄館－華盛頓中學－國軍英雄館                       | 精武路－三民路三段、二段－民權路（往綠川東站）                                                                            | 本路線為單循環路線，華盛頓中學端無發車時刻                     |
| 202     | 豐原客運                   | 豐富公園－豐原                                           | 起站（愛心家園醫務室）－三民西路－自由路一段                                                                              | 行經樹德路                                                     |
| 203     | 豐原客運                   | 豐富公園－豐原                                           | 起站（愛心家園醫務室）－三民西路－自由路一段、精武路－三民路三段－北屯路                                                  | 行經新田                                                       |
| 270     | 豐原客運                   | 豐富公園－東勢                                           | 起站（愛心家園醫務室）－三民西路－自由路一段、錦南街－三民路三段－北屯路                                                  | 行經大南                                                       |
| 271     | 豐原客運                   | 豐富公園－東勢                                           | 起站（愛心家園醫務室）－三民西路－自由路一段、錦南街－三民路三段－北屯路                                                  | 行經東興                                                       |
| 276     | 豐原客運                   | 豐富公園－東勢                                           | 起站（愛心家園醫務室）－三民西路－自由路一段、錦南街－三民路三段－北屯路                                                  | 行經興中山莊                                                   |
| 277     | 豐原客運                   | 豐富公園－東勢                                           | 起站（愛心家園醫務室）－三民西路－自由路一段、錦南街－三民路三段－北屯路                                                  | 行經復盛里                                                     |
| 280     | 豐原客運                   | 臺中二中－修平科技大學                                   | 精武路－三民路三段－五權路                                                                                                | -                                                              |
| 286     | 豐原客運                   | 臺中二中－崁頂                                           | 精武路－三民路三段－五權路                                                                                                | 行經車籠埔                                                     |
| 288     | 豐原客運                   | 臺中二中－茅埔                                           | 精武路－三民路三段－五權路                                                                                                | -                                                              |
| 289     | 國光客運                   | 臺中二中－東平社區                                       | 精武路－三民路三段－五權路                                                                                                | -                                                              |
| 301     | 統聯客運                   | 靜宜大學－新民高中                                       | 精武路－三民路三段－崇德路（往新民高中方向） 健行路－三民路三段－精武路（往靜宜大學方向）                                 | 為行駛於公車專用道路線之一 與行駛慢車道的326路所屬路權不同     |
| 303     | 統聯客運                   | 港區藝術中心－新民高中                                   | 精武路－三民路三段－崇德路（往新民高中方向） 健行路－三民路三段－精武路（往港區藝術中心方向）                             | 為行駛於公車專用道路線之一 行經清水區鰲峰路                    |
| 304     | 台中客運                   | 新民高中－港區藝術中心                                   | 精武路－三民路三段－崇德路（往新民高中方向） 健行路－三民路三段－精武路（往港區藝術中心方向）                             | 為行駛於公車專用道路線之一 行經清水區五權路                    |
| 307     | 台中客運                   | 新民高中－梧棲觀光漁港                                   | 精武路－三民路三段－崇德路（往新民高中方向） 健行路－三民路三段－精武路（往梧棲觀光漁港方向）                             | 為行駛於公車專用道路線之一                                     |
| 308     | 統聯客運                   | 關連工業區－新民高中                                     | 精武路－三民路三段－崇德路（往新民高中方向） 健行路－三民路三段－精武路（往關連工業區方向）                               | 為行駛於公車專用道路線之一                                     |
| 326     | 統聯客運                   | 靜宜大學－新民高中                                       | 精武路－三民路三段－崇德路（往新民高中方向） 健行路－三民路三段－精武路（往靜宜大學方向）                                 | 為行駛於慢車道路線，僅夜間發車 與行駛慢車道的301路所屬路權不同 |
| 500     | 台中客運                   | 台中車站－臺中清泉崗機場                                 | 臺灣大道一段－三民路二段、三段－五權路（往下湳加油站方向） 五權路－三民路三段、二段－民權路（往公共資訊圖書館方向）       | 延線至清水                                                     |
| 500跳蛙 | 台中客運 統聯客運          | 忠義里—臺中火車站                                        | 臺灣大道一段－三民路二段、三段－五權路（往忠義方向） 五權路－三民路三段、二段－民權路（往臺中火車站方向）                 | 為中清綠幹線 僅平日尖峰時間行駛 僅停靠現今6路重點站位          |
| 700     | 統聯客運                   | 翁子國小—新建國市場                                      | 民權路－三民路二段、三段－崇德路                                                                                          | 為崇德幹線                                                     |
| 700跳蛙 | 台中客運 全航客運          | 豐原高中-明德高中                                        | 精武路－三民路三段－崇德路一段                                                                                            | 為崇德橘幹線 僅平日尖峰時間行駛 僅停靠現今12路重點站位         |
| 900     | 豐原客運                   | 光明國中－豐原                                           | 精武路－三民路二段、三段－北屯路                                                                                          | 為北屯幹線                                                     |
| 900跳蛙 | 豐原客運                   | 光明國中－豐原高中                                       | 精武路－三民路二段、三段－北屯路                                                                                          | 為北屯紅幹線 僅平日尖峰時間行駛 僅停靠現今55路重點站位         |
| 901     | 台中客運                   | 豐原（北陽停車場）－明德高中                             | 北屯路－三民路三段、二段－中山路（往亞洲大學安藤館） 臺灣大道一段－三民路二段、三段－北屯路（往豐原）                     | 行經豐原區豐原大道                                             |

### 公路客運
- 本表更新時間為2024年7月18日。

| 編號  | 業者     | 路線                           | 行駛區間                             | 備註         |
| 6322  | 總達客運 | 臺中─南崗─水里                 | 民族路－民權路（往水里方向，未設站） | 行經台3線    |
| 6333  | 總達客運 | 臺中─中興─水里                 | 民族路－民權路（往水里方向，未設站） | 行經台3線    |
| 6333A | 總達客運 | 臺中─中興─水里                 | 民族路－民權路（往水里方向，未設站） | 行經中投公路 |
| 6333B | 總達客運 | 臺中─中興─水里                 | 民族路－民權路（往水里方向，未設站） | 行經國道3號  |
| 6933  | 彰化客運 | 鹿港－臺中                     | 五權路－三民路一段、二段－民權路     | -            |
| 6933A | 彰化客運 | 鹿港－臺中（繞駛至高鐵臺中站） | 五權路－三民路一段、二段－民權路     | -            |

## 沿線設施
（由南到北）
| | |
| 三民西路二段 文心南路（臺中捷運綠線） 東興路 三民西路一段 麻園頭溪 - 臺中市立崇倫國民中學 柳川 南屯路 一段 復興路二、三段 建國南路二段 五權車站 建國南北路二段 五權路 自由路、南屯路一段 - 公館公園 - 天主教瑪利諾會語言服務中心 - 朝陽街日式宿舍群（歷史建築） - 臺中女中綠苑宿舍 - 臺中地區檢察大樓（臺中地檢署，興建中） - 國家漫畫博物館園區（含臺中刑務所演武場、臺中刑務所典獄官舍、臺中刑務所浴場、臺中刑務所官舍群） 林森路 - 林森醫院 - 中台神學院 - 臺中市西區戶政事務所 - 第五市場 - 臺中市政府地政局 - 臺中市中山地政事務所 - 臺中市西區忠孝國民小學 - 臺中市政府警察局第一分局交通大隊 四維街茶街 - 臺中市政府警察局第一分局 民生路 - 國立臺中科技大學民生校區 - 衛生福利部臺中醫院 - 臺中市政府交通局（原臺中市議會舊址） 民權路 | 二段 - 臺中客運總公司 - 第二市場 臺灣大道一段 - 羅馬天主教會耶穌救主總堂 成功路 - 臺中市中區光復國民小學 公園路 三段 - 臺中公園 - 一中商圈 - 原來來百貨（五南書局、世界健身俱樂部台中一中店、來來商旅等） - 墊腳石圖書廣場 - 國立臺中科技大學總校區 - 中華郵政台中育才郵局（台中15支） - 台中中友百貨（無印良品、星巴克、誠品書局等） - 一心市場 - 臺中市私立新民高級中學 興進園道 - 順天醫院 北屯路、雙十路 |